# The Big Bang (película)
The Big Bang (La partícula de Dios o El Big Bang en español) es una película estadounidense de 2011 dirigida por Tony Krantz y protagonizada por Antonio Banderas.

## Sinopsis
Trata de un detective privado (Antonio Banderas) que es contratado para encontrar a una estríper. Todos aquellos a los que les ha preguntado sobre ella acaban muertos en extrañas circunstancias.

## Reparto
- Antonio Banderas como Ned Cruz
- Sienna Guillory como Julie Kestral
- Thomas Kretschmann como Frizer
- Autumn Reeser como Fay Neman
- James van der Beek como Adam Nova
- Snoop Dogg como El Gato
- Bill Duke como Baterista
- Delroy Lindo como Detective Skeres
- William Fichtner como Detective Poley
- Sam Elliott como Simon Kestral
- Rebecca Mader como Zooey Wigner
- Robert Maillet como Anton 'El Profesional' Protopov
- Jimmi Simpson como Niels Geck
- William Marlowe como Skinny Fadeev